# Acatic
Acatic es una localidad situada en la región de Jalisco, dentro del municipio de Acatic en el estado mexicano de Jalisco. Es la cabecera del municipio homónimo.

## Localización
Acatic se sitúa en el municipio de Acatic. Se encuentra en las coordenadas 20°46′48″N 102°54′38″O / 20.78000, -102.91056, a una altura media de 1684 metros sobre el nivel del mar.

## Demografía
De acuerdo con el Censo de Población y Vivienda 2020 llevado a cabo por el Instituto Nacional de Estadística y Geografía (INEGI), en Acatic hay un total de 13 033 habitantes, 6 697 mujeres y 6 336 hombres.

### Viviendas
En 2020 en Acatic había un total de 4 895 viviendas particulares, de éstas, 3 673 estaban habitadas, 3 661 disponían de energía eléctrica, 3 655 disponían de baño, y 3 660 disponían de drenaje.

### Evolución demográfica
| Gráfica de evolución de Acatic entre 1900 y 2020      |
|                                                       |
| Fuente: Instituto Nacional de Estadística y Geografía |